# Dirka po Franciji 1932
Dirka po Franciji 1932 je bila 26. dirka po Franciji, ki je potekala leta 1932.

## Pregled
| Kategorije                          | Podatki       |
| ----------------------------------- | ------------- |
| Začetek-konec                       | Pariz - Pariz |
| Dolžina (km)                        | 4.479         |
| Število etap                        | 21            |
| Povprečna hitrost zmagovalca (km/h) | 29,047        |
| Kolesarjev                          | 80            |
| Tekmo končalo                       | 57            |